# 鹰击62反舰导弹
鹰击62反舰导弹（YJ62、出口型C602）是中华人民共和国于2000年代研制成的高亚音速遠程飞航式反舰导弹。2004年艦射型裝備於052C型驱逐舰首舰“兰州”艦上（圆筒式发射箱）首次公开露面。2006年出口型C602在珠海航展上正式公開展示 。2009年岸射型鹰击62反舰导弹发射车在中华人民共和国国庆60周年阅兵式上公开亮相。空射型鹰击62反舰导弹可装载于轰-6H/6K型轰炸机。

## 设计

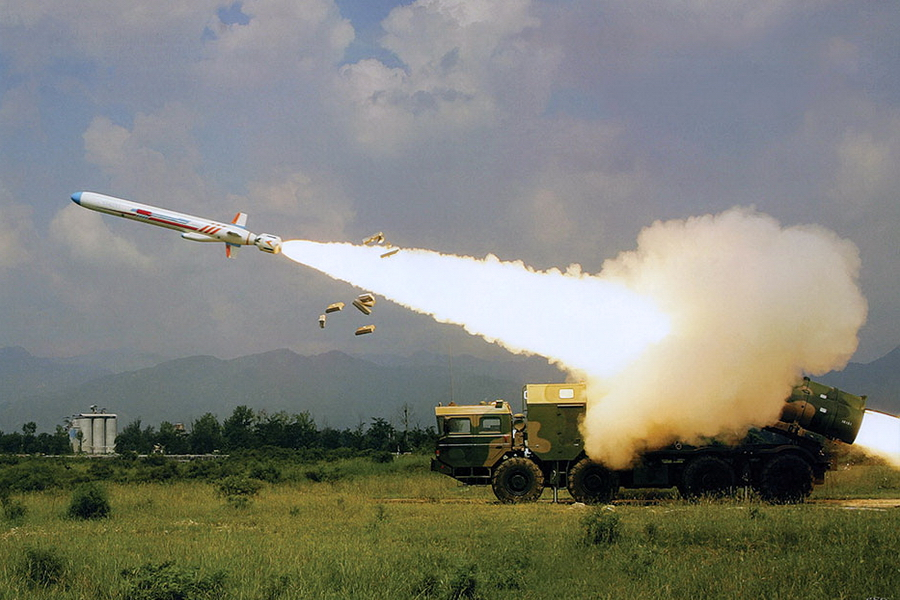
鹰击-62岸舰导弹

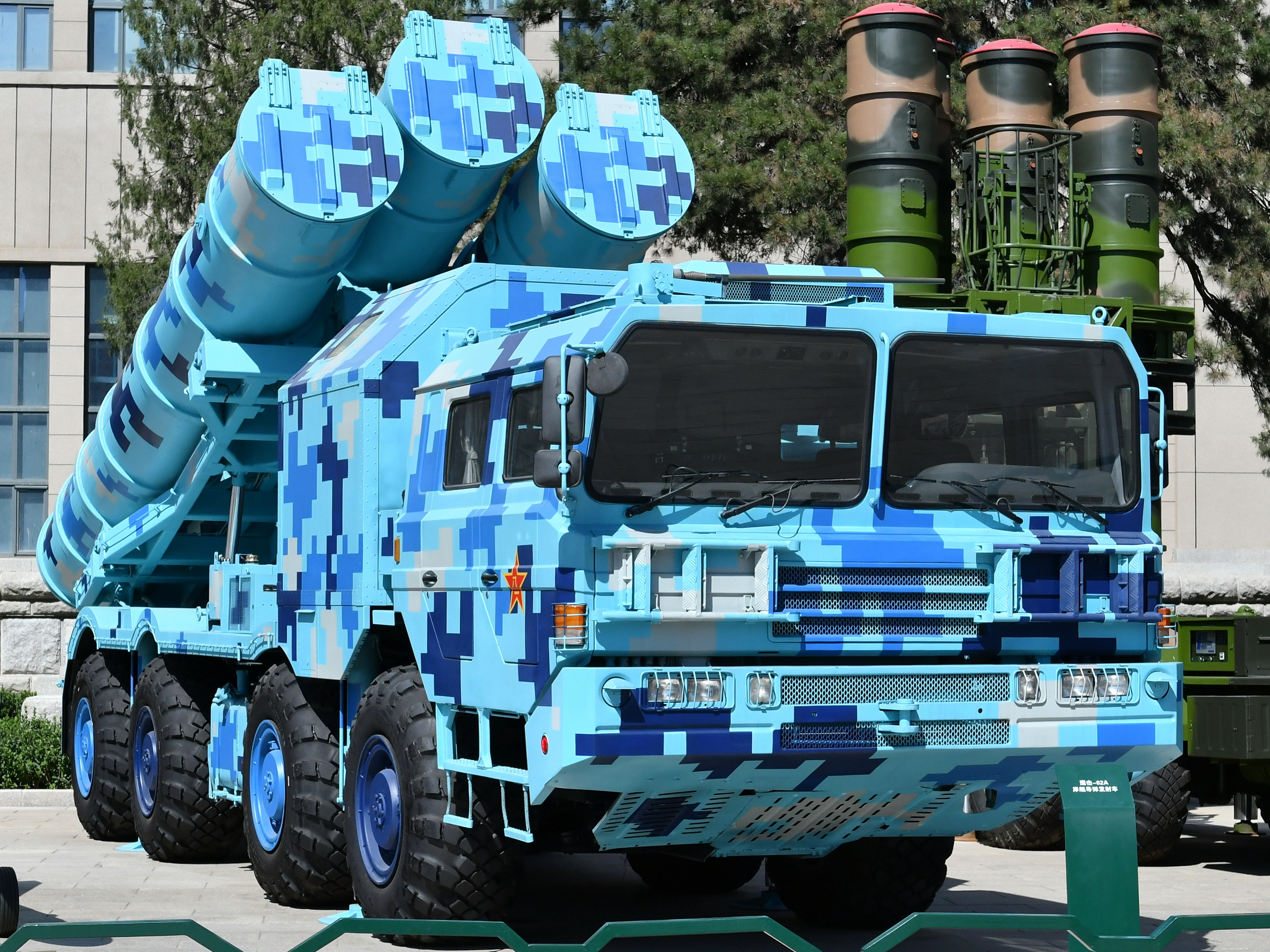
鹰击-62A岸舰导弹发射车

鹰击62反舰导弹气动布局采用呈卵形的弹头，弹体中段为圆柱形，尾部为截锥体，弹体中部装一对可折叠的一字型弹翼，腹部装有涡喷发动机进气口，尾部装有十字形弹翼，后串联固体火箭助推器。
该型导弹制导体制采用中继制导（预警警戒飞机与雷达）+频率捷变技术主动单脉冲雷达末导引头的形式，该型弹可以加装GPS/GLONASS/北斗等卫星导航系统的接收装置，从而提高其中继制导的精度 。
鹰击62屬於遠程反艦飛彈，其可能有300公里以上的射程，和鹰击83反舰导弹系列能做為高低搭配，強化艦隊攻擊力，一枚鹰击-62即可使一艘5000-7000吨级的驱逐舰重伤并丧失战斗力。
最初有报道将鹰击62反舰导弹视为在20世纪80年代装备以轰-6丁轰炸机为载机的鹰击六号飞航式空射反舰导弹的衍生型，鹰击62导弹与鹰击6/63空射导弹系列已是完全不同的技术范畴而自成一系。在2005年伦敦国际防务展览会上，由中国精密机械进出口公司透露了一些鹰击62反舰导弹细节：出口型C602射程为280公里，这符合国际武器贸易管制所规定的最大射程300公里的限制。

## 使用國
- 中国
  - 中國人民解放軍海軍
    - 052C型驅逐艦
    - 中國人民解放軍海軍岸防兵
- 巴基斯坦
  - 有传言称巴基斯坦的Zarb反舰导弹（英语：Zarb (missile)）是从中国原装进口的鹰击62反舰导弹，但巴基斯坦官方声称其是仿制的产物。